# Veritas Meteor
Veritas Meteor je Veritasov dirkalnik Formule 1 in Formule 2, ki je bil v uporabi med sezonama 1949 in 1954, na prvenstvenih dirkah pa med sezonama 1951 in 1953, ko so z njim dirkali Karl Kling, Alexander Orley, Peter Walker, Paul Glauser, Peter Hirt, Hermann Lang, Paul Pietsch, Ernst Loof, Arthur Legat, François Vermeulen, Theo Fitzau, Toni Ulmen, Max de Terra, Willy Daetwyler, Kurt Adolff, Hans Klenk, Helmut Niedermayr, Fritz Riess, Franz Bumke, Willi Heeks, Ernst Klodwig, Hans Herrmann in Willi Sturzebecher. Skupno so zbrali štiriinosemdeset nastopov na dirkah obeh kategorij, na katerih so dosegli štiri zmage in še šest uvrstitev na stopničke. 
Na dirki Kölner Kurs 1949 in nato v sezoni 1950 je bil dirkalnik uporabljen le na dirkah Formule 2, Karl Kling je dosegel dve zmagi na dirkah Solituderennen in Grenzlandringrennen. V sezoni 1951 je Paul Pietsch zmagal na dirki Formule 2 Eifelrennen, Peter Hirt pa je nastopil na prvenstveni dirki Formule 1 za Veliko nagrado Švice, kjer je odstopil. Fritz Riess je dosegel zadnjo zmago dirkalnika na dirki Formule 2 v sezoni 1952 Dessauer Auto und Motorradrennen, nekaj dirkačev pa je nastopilo tudi na po eni ali dveh prvenstvneih dirkah Formule 1. Najboljši rezultat je dosegel Toni Ulmen z osmim mestom na dirki za Veliko nagrado Nemčije. Tudi v sezoni 1953 je nekaj dirkačev nastopilo na po eni dirki Formule 1, edino uvrstitev je dosegel Hans Herrmann z devetim mestom na dirki za Veliko nagrado Nemčije. Dirkalnik je bil zadnjič uporabljen na dirki Halle-Saale-Schleiferennen 1954, ko je Willi Sturzebecher odstopil.

## Popolni rezultati Svetovnega prvenstva Formule 1
(legenda)
| Leto | Moštvo         | Motor      | Gume | Dirkači       | 1   | 2   | 3   | 4   | 5   | 6   | 7   | 8   | 9   |
| ---- | -------------- | ---------- | ---- | ------------- | --- | --- | --- | --- | --- | --- | --- | --- | --- |
| 1951 | Ecurie Espadon | Veritas S6 | ?    |               | ŠVI | 500 | BEL | FRA | VB  | NEM | ITA | ŠPA |     |
| 1951 | Ecurie Espadon | Veritas S6 | ?    | Peter Hirt    | Ret |     |     |     |     |     |     |     |     |
| 1952 | Privatniki     | Veritas S6 | ?    |               | ŠVI | 500 | BEL | FRA | VB  | NEM | NIZ | ITA |     |
| 1952 | Privatniki     | Veritas S6 | ?    | Toni Ulmen    | Ret |     |     |     |     | 8   |     |     |     |
| 1952 | Privatniki     | Veritas S6 | ?    | Arthur Legat  |     |     | NC  |     |     |     |     |     |     |
| 1952 | Privatniki     | Veritas S6 | ?    | Hans Klenk    |     |     |     |     |     | 11  |     |     |     |
| 1952 | Privatniki     | Veritas S6 | ?    | Paul Pietsch  |     |     |     |     |     | Ret |     |     |     |
| 1953 | Privatniki     | Veritas S6 | ?    |               | ARG | 500 | NIZ | BEL | FRA | VB  | NEM | ŠVI | ITA |
| 1953 | Privatniki     | Veritas S6 | ?    | Hans Herrmann |     |     |     |     |     |     | 9   |     |     |
| 1953 | Privatniki     | Veritas S6 | ?    | Arthur Legat  |     |     |     | Ret |     |     |     |     |     |
| 1953 | Privatniki     | Veritas S6 | ?    | Ernst Loof    |     |     |     |     |     |     | Ret |     |     |
| 1953 | Privatniki     | Veritas S6 | ?    | Willi Heeks   |     |     |     |     |     |     | Ret |     |     |